# Thomas Sam Elias
Thomas Sam Elias ( 1942 ) es un botánico y docente estadounidense. Obtuvo la licenciatura y la maestría en Botánica por la Universidad del Sur de Illinois; en 1969 recibió el Ph.D. en biología por la Universidad de San Luis. Fue director del Arboretum Nacional de Estados Unidos entre 1993 y 2009.

## Algunas publicaciones

### Libros
- Edible Wild Plants: A North American Field Guide to Over 200 Natural Foods. Con Peter A. Dykeman. Edición	ilustrada, reimpresa de Sterling Publ. Co. Inc. 286 pp. ISBN 1402767153, ISBN 9781402767159 en línea (2009)

- Experience in Introduction and Conservation of Plants in the USSR and the U.S. (1992).[1]

- Conservation and Management of Rare and Endangered Plants (1987)

- The Complete Trees of North America, Field Guide and Natural History (1980, ed. rev. 1989)

- Illustrated Guide to Street Trees (1981)

- Field Guide to North American Edible Wild Plants (1983)

- The Biology of Nectaries (1983)

- Extinction is Forever (editor 1977)

- A Report on the City of Poughkeepsie. Con David M. Whittaker. Ed. ilustrada de New York Bot. Garden, 193 pp. ISBN 0893272183, ISBN 9780893272180 (1975)

- La abreviatura «T.S.Elias» se emplea para indicar a Thomas Sam Elias como autoridad en la descripción y clasificación científica de los vegetales.[3]